# پیر ماینی
پیر ماینی (فرانسوی: Pierre Magne‎; ۷ نوامبر ۱۹۰۶ – ۱۴ نوامبر ۱۹۸۰) دوچرخه‌سوار اهل فرانسه بود.